# Congresso Provisório dos Estados Confederados
O Congresso Provisório dos Estados Confederados, também conhecido como Congresso Provisório dos Estados Confederados da América, foi um congresso unicameral de deputados e delegados convocados dos Estados do Sul que se tornou o corpo governante do Governo Provisório dos Estados Confederados de 4 de fevereiro de 1861 a 17 de fevereiro de 1862. Permaneceu em Montgomery, Alabama, até 21 de maio de 1861, quando foi adiado para se reunir em Richmond, Virgínia, em 20 de julho de 1861. Em ambas as cidades, reuniu-se nos capitólios estaduais existentes, que compartilhou com as respectivas legislaturas estaduais secessionistas. Ele acrescentou novos membros à medida que outros estados se separaram da União e dirigiu a eleição em 6 de novembro de 1861, na qual um governo permanente foi eleito.